# Steps City Magazine
Steps City Magazine of kortweg Steps is een gratis magazine in België, verdeeld door de Roularta Media Groep. Het is een lifestylemagazine met zo'n 16 regionale edities. Bij elke editie worden meer dan 40.000 exemplaren samen met De Zondag verdeeld bij de bakker, maar in grote stedelijke kernen wordt de krant ook in het openbaar verspreid via displays die verspreid staan op drukbezochte plaatsen, zoals filmzalen, horecazaken of aan betaalautomaten van parkings. Het verschijnt maandelijks in een oplage van zo'n 700.000 exemplaren.
Het magazine richt zich enigszins op jonge stadsmensen, die geïnteresseerd zijn in moderne lifestyle. Het magazine biedt informatie over het lokale stadsleven en een agenda voor cinema en uitgaansleven, rubrieken over winkelen en mobiliteit en de stad, of het lokale culinaire aanbod. Zowel voor artikelen als advertenties speelt de krant vooral in op de vraag van kleine en middelgrote lokale zaken, zoals modeboetieks, interieur- en decoratiezaken, kapperszaken of lokale gastronomie. Nationale zaken richten hun campagnes vooral op lokale filialen.
In de jaren 80 ontstond het magazine in Mechelen onder de naam Steps. In 1994 werd het blad overgenomen door de Roularta Media Group en in 2003 werd de naam omgevormd naar Steps City Magazine. De look richtte zich meer op lifestyle om het blad te differentiëren met twee andere gratis kranten van de Roularta-groep, namelijk De Streekkrant en De Zondag. Het concept breidde Roularta ook uit buiten Vlaanderen. Door Éditions Urbaines worden in de grootste Waalse steden eveneens edities van het magazine verspreid. De totale oplage samen bedraagt ooit meer dan 1,5 miljoen edities in Vlaanderen, meer dan 300.000 in Wallonië. Ook in het buitenland brengt Roularta edities van het blad uit. In Zuid-Nederland verscheen het onder de naam Style City Magazine in enkele tienduizenden exemplaren, later kreeg het daar dezelfde naam als in Vlaanderen. In Frankrijk verscheen het als À Nous in meer dan 400.000 exemplaren en in Slovenië, Kroatië en Servië als City Magazine in bijna tienduizenden exemplaren.